# 955 в Україні
955 в Україні — це перелік головних подій, що відбулись у 955 році на території сучасних українських земель.

## Події
- Княгиня Ольга прийняла християнство під час подорожі до Константинополя. Її названо християнським ім'ям Олена[1].

## Особи

### Народились
- Ярополк Святославич (955—978) — Великий князь київський (972-978), правитель Київської Русі.